# Leopold Hoffer
Leopold Hoffer (1842, Hongria – 28 d'agost de 1913, Anglaterra), fou un jugador i periodista d'escacs jueu anglès, d'origen hongarès.

## Biografia i resultats destacats en competició
De jove, va deixar Budapest per anar a Suïssa. Des de 1867, va viure a París durant tres anys, on hi va guanyar matxs, entre d'altres, a Ignatz von Kolisch, Samuel Rosenthal i Jules Arnous de Rivière. El 1870, Hoffer va emigrar a Londres, Anglaterra, on es va quedar la resta de la seva vida.
En el període 1879-1896, Hoffer fou fundador i editor (amb Johannes Zukertort) de la revista Chess Monthly.
Fou redactor, durant 30 anys, entre el 1880 i fins a la seva mort (quan fou substituït per Amos Burn), de la columna d'escacs de la revista The Field.

## Publicacions
- «Chess Monthly». reprint catalogue.   Hoffer, L, 1879-1896. [Consulta: 8 octubre 2010].
- «The Championship Match: Lasker v. Tarrasch».   L. Hoffer, 1908. [Consulta: 8 octubre 2010].
- L. Hoffer. «Chess», 1916. [Consulta: 8 octubre 2010].